# Wadaslintang (plaats)
Wadaslintang is een bestuurslaag in het regentschap Wonosobo van de provincie Midden-Java, Indonesië. Wadaslintang telt 4514 inwoners (volkstelling 2010).